# Consolidation comptable
Pour les articles homonymes, voir Consolidation.
La consolidation comptable consiste à établir les états financiers d'un groupe de sociétés, pour publication mais aussi pour ses besoins internes. Elle agrège pour cela les comptabilités de chacune des sociétés qui composent ce groupe et opère des retraitements afin de faire comme s'il ne s'agissait que d'une entité unique. Le mot « consolidation » est ici un anglicisme dérivé de to consolidate, qui signifie « grouper ».
Les états financiers consolidés (ou « comptes » consolidés), dont le bilan consolidé, le compte de résultat consolidé et le tableau de financement consolidé, sont établis comme s’il s’agissait d’une seule et même entreprise. Sous certaines conditions, l’établissement des comptes consolidés est obligatoire.

## Enjeux
Dans les comptes individuels d’une société susceptible d’établir des comptes consolidés, la valeur des titres inscrite au bilan est le seul élément d’information dont on dispose sur une participation détenue. Cette valeur reflète généralement le coût d’acquisition des titres.
L’objectif des comptes consolidés est de fournir au lecteur externe une vision plus économique de l’activité, du patrimoine et du résultat d’un ensemble d’entités détenues par une entreprise consolidante. Les comptes consolidés s’affranchissent des règles fiscales et juridiques de séparation des patrimoines sur lesquelles reposent les comptes individuels pour mettre en avant une vision purement économique. Pour cela, ils reposent sur le principe de prééminence de la réalité économique sur la forme juridique (Substance over form).
Les états financiers consolidés permettent de parvenir à une traduction fidèle de la performance et de la situation financière d’un groupe ainsi que des flux de trésorerie qu’il génère. Finalement, ils présentent un ensemble d’entités comme s’ils n'en formaient qu’une seule. 
La technique principale de la consolidation est de substituer à la valeur des titres détenus par la société mère l'ensemble des actifs et passifs sous contrôle direct ou indirect de la société consolidée (filiale). Lorsque la société consolidante ne détient pas la totalité du capital de la société fille, la portion non détenue apparaît au passif du bilan sous la dénomination d'intérêt minoritaire.
En résumé, les retraitements opérés ont pour but :
- d'éliminer les conséquences des échanges qui ont pu se faire entre des sociétés du groupe (pour les variables de flux : achats et ventes, intérêts versés ou reçus, dividendes versés ou reçus ; pour les valeurs bilantielles : créances et dettes réciproques de nature financière ou commerciale, profits internes latents sur les stocks acquis auprès d'une autre société du groupe et présent à la date de clôture, et surtout les détentions de titres des sociétés entre elles : les capitaux propres d'une filiale ainsi que ses titres de participation détenus chez sa mère sont annulés) ;
- d'homogénéiser les pratiques comptables des différentes sociétés (par exemple en rendant homogène les durées d'amortissement qui seraient différentes pour des raisons fiscales, en intégrant les immobilisations faisant l'objet d'un crédit-bail, en intégrant certains passifs sociaux (stock-options)) ;
- de convertir les états financiers de sociétés du groupe qui ne seraient pas établis dans la devise utilisée pour la consolidation ;
- de ne faire apparaître que l'aspect économique des transactions, hors des exigences purement fiscales de la comptabilité sociale.

## Caractéristiques de la consolidation comptable

### Notion de groupe en consolidation
Un groupe est un ensemble d'entités qui ont chacune une personnalité juridique différente. D’un point de vue économique, un groupe est composé d’un ensemble d’unités juridiquement autonomes qui dépendent d’un même centre décisionnel appelé société-mère. Très généralement, la relation de dépendance qui résulte de cette organisation s’inscrit dans la perspective d’une stratégie globale de développement et se traduit par la détention directe ou indirecte de droits de vote dans le capital des sociétés dépendantes.
Le groupe est une société-mère ainsi que toutes ses filiales. On entend par filiale une entité contrôlée par une autre entité (sa mère). L’idée fondamentale sur laquelle repose l’existence du groupe est la notion de contrôle au sens anglais de ce mot (to control signifiant diriger ou maîtriser). De ce fait, on peut définir le groupe comme une « entité de contrôle ».
La norme internationale IAS 27 États financiers consolidés et individuels (2003) traitait explicitement de cette notion :
« Une société mère est présumée exercer le contrôle lorsqu’elle détient directement ou indirectement la majorité des droits de vote d’une entreprise ou lorsqu’elle peut diriger les politiques financières et opérationnelles de l’entreprise en vertu de statuts ou de contrats ».
La norme IFRS 10 États financiers consolidés s'est substitué à la norme IAS 27 en matière de consolidation et a redéfini la notion de contrôle.
Ces normes donnent la possibilité de consolider une entreprise sans détenir de participation majoritaire, mais à condition d'exercer le contrôle de celle-ci. Il en est de même dans la norme française CRC 99-02. Aux États-Unis, le contrôle est défini plus strictement, car seul le contrôle de la majorité des droits de vote permet de consolider une entreprise au sein de son groupe.
Le contrôle de la société mère est défini comme le pouvoir de décider de la politique financière et de l’activité d’une entreprise, de façon à en retirer des profits. Les groupes ne sont pas définis directement par le code de commerce.

### Obligations légales et règlementaires
La loi du 3 janvier 1985 a institué en France l'obligation d'établir et de publier des comptes consolidés, pour les sociétés commerciales et les entreprises publiques. Cette loi a été adoptée en application de la 7e directive européenne. Elle est intégrée dans le code de commerce. Selon l'article L 233-16 du code de commerce, les sociétés commerciales établissent et publient chaque année à la diligence du conseil d'administration, du directoire, du ou des gérants, selon le cas, des comptes consolidés, ainsi qu'un rapport sur la gestion du groupe, dès lors qu'elles contrôlent de manière exclusive ou conjointe une ou plusieurs autres entreprises. L'article L 233-21 du code de commerce précise que les comptes consolidés doivent donner une image fidèle du patrimoine, de la situation financière et du résultat de l'ensemble constitué par les entreprises comprises dans le périmètre de consolidation.
Le règlement CRC 99-02 du Comité de la réglementation comptable, relatif aux comptes consolidés, homologué par arrêté du 22 juin 1999, expose les Règles et méthodes relatives aux comptes consolidés (RMCC) qui doivent être appliquées obligatoirement  par les sociétés commerciales et les entreprises publiques soumises à l'obligation d'établir des comptes consolidés.
Le Conseil et le Parlement européen ont adopté le règlement IAS 2005 du 7 juin 2002. Ce règlement oblige les sociétés cotées sur un marché réglementé dans l'Union européenne, à présenter leurs comptes consolidés conformément aux normes internationales IFRS (International Financial Reporting Standards), pour les exercices débutant à partir du 1er janvier 2005.
Le code de commerce (art. L 233-24) indique que les sociétés commerciales sont dispensées de se conformer aux règles comptables régissant les comptes consolidés (art. L 233-18 à 23) lorsqu’elles utilisent les normes comptables internationales adoptées par règlement de la Commission européenne. Cette disposition permet donc aux sociétés, même non cotées, d'opter pour l'application des IFRS. Elles sont alors dispensées d'établir des comptes consolidés conformes au règlement français CRC 99-02.

### Périmètre et méthodes de consolidation
Le périmètre de consolidation définit la composition de l'ensemble à consolider. Il comprend toutes les entreprises contrôlées (contrôle exclusif ou contrôle conjoint) ou sous influence notable (règlement CRC 99-02, art. 1 000).
La méthode de consolidation des sociétés dépend :
- de la nature du contrôle de l'entité détenue;
- du pourcentage de contrôle que la société consolidante détient directement ou indirectement sur ces entités.

Trois méthodes existent : intégration globale, mise en équivalence et intégration proportionnelle.
| Conditions | Type de contrôle                | Méthode                     |
| --- | ------------------------------- | --------------------------- |
| > 50 % des droits de vote | Contrôle exclusif de droit      | Intégration globale         |
| > 40 % des droits de vote et désignation pendant 2 exercices de la majorité des organes d'administration, contrôle et surveillance | Contrôle exclusif de fait       | Intégration globale         |
| Influence dominante en vertu d'une convention ou d'une clause                                                                      | Contrôle exclusif conventionnel | Intégration globale         |
| ≥ 20 % et ≤ 50% des droits de vote                                                                                                 | Influence notable               | Mise en équivalence         |
| Exploitation en commun d'une filiale Existence d'un accord contractuel                                                             | Contrôle conjoint               | Intégration proportionnelle |
| < 20 % des droits de vote | hors périmètre de consolidation | Aucune                      |

| Conditions | Type de contrôle                              | Méthode |
| --- | --------------------------------------------- | --- |
| > 50 % des droits de vote | Contrôle d'une filiale                        | Consolidation |
| moins de 50 % des droits de vote mais : - a) pouvoir sur plus de la moitié des droits de vote en vertu d’un accord avec d’autres investisseurs ; - b) ou pouvoir de diriger les politiques financière et opérationnelle de l’entité en vertu d’un texte réglementaire ou d’un contrat ; - c) ou pouvoir de nommer ou de révoquer la majorité des membres du conseil d’administration ou de l’organe de direction équivalent, si le contrôle de l’entité est exercé par ce conseil ou cet organe ; - d) ou pouvoir de réunir la majorité des droits de vote dans les réunions du conseil d’administration ou de l’organe de direction équivalent, si le contrôle de l’entité est exercé par ce conseil ou cet organe. | Contrôle d'une filiale                        | Consolidation |
| ≥ 20 % et <50% des droits de vote | Influence notable sur une entreprise associée | Mise en équivalence |
| Exploitation en commun d'une coentreprise Existence d'un accord contractuel | Contrôle conjoint                             | Mise en équivalence (la méthode de la consolidation proportionnelle en cas de contrôle conjoint n'est désormais plus autorisée) |
| < 20 % des droits de vote | hors périmètre de consolidation               | Aucune |

### Pourcentages d’intérêts et de contrôle
Le pourcentage d’intérêts de la société mère dans une filiale exprime la fraction du capital de la filiale qui appartient directement ou indirectement à la société mère. Ce pourcentage représente l’intéressement financier de la société mère dans ses filiales et sous-filiales.
Le pourcentage de contrôle de la société mère dans une filiale exprime le pourcentage de droits de vote dont dispose la société mère à chaque assemblée générale. Ce pourcentage représente le contrôle exercé par une société mère dans ses filiales et sous-filiales.
Lorsqu’il existe des sous-filiales, le pourcentage d’intérêts n’est pas obligatoirement égal au pourcentage de contrôle. Pour déterminer le type de contrôle et la méthode de consolidation, on retient le pourcentage de contrôle. En revanche pour établir les comptes consolidés, on retient le pourcentage d’intérêts. 
On distinguera trois types de contrôles différents : contrôle exclusif, contrôle conjoint et influence notable.

#### Contrôle exclusif
- De droit : lorsque le pourcentage de contrôle est supérieur (ou égal) à 50 %.
- De fait : lorsque le pourcentage de contrôle est supérieur à 40 %, qu'aucun tiers ne possède plus et que la société mère a procédé à la majorité des désignations des membres des organes d'administration, de direction ou de surveillance ; Cas justifié par RMCC.
- CAS IFRS Le contrôle de fait n'est pas présumé si la société Mère possède plus de 40 % (de 40 % à 50 %) de droit de vote et qu'aucun d'autre actionnaire n'a plus. Il faut prouver qu'elle a ou qu'elle peut nommer la majorité des membres des organes d'administrations, de direction ou de surveillance.
- Contractuel lorsque ce contrôle est contractualisé ou présent dans les clauses statutaires, il peut donc même exister dans l'hypothèse où la société mère n'aurait aucune participation dans la filiale considéré

#### Contrôle conjoint
Lorsque la société est détenue et exploitée par un nombre limité d'associés et qu'un accord contractuel prévoit l'exercice du contrôle conjoint.

#### Influence notable
Lorsque la société détient au moins 20 % des droits de vote (pourcentage de contrôle de 20 %), ce qui lui donne le pouvoir de participer à la direction d'une entreprise sans en avoir pour autant le contrôle.

#### Exemple
Par exemple si une société mère A, détient directement :
- 55 % de participations dans une filiale B qui détient 35 % de C
- 20 % de participations dans une filiale C
- 23 % de participations dans une filiale D

Alors :
- A exerce un contrôle exclusif de droit sur B avec un pourcentage de contrôle et d'intérêt de 55 % ;
- On considère donc que A contrôle les participations de B, son pourcentage de contrôle sur C est donc de 20 + 35 = 55 %, cependant son pourcentage d'intérêt n'est que de 0,55 * 0,35 + 0,2 = 39,25 %, ainsi A exerce également un contrôle exclusif sur C ;
- Avec seulement 23 % des participations dans D et en supposant l'absence de contrat qui viendrait établir un autre équilibre des pouvoirs (comme un contrôle conjoint par exemple), A a une influence notable sur D.

## Pratique de la consolidation
Le processus de consolidation consiste à cumuler les comptes des filiales et ceux de la société mère, tout en éliminant les comptes et opérations réciproques à l’intérieur du groupe. Plusieurs étapes sont nécessaires afin d’établir les comptes consolidés ou comptes du groupe.
Les comptes consolidés se composent des éléments suivants :
- un bilan consolidé,
- un compte de résultat consolidé,
- une annexe comptable consolidée,
- et un rapport de gestion du groupe[1].

### Écritures de consolidation
À partir des tableaux, on doit enregistrer la reprise des bilans, des comptes de résultat, et les retraitements. Ces opérations sont enregistrées dans le journal de consolidation.
Les écritures de consolidation peuvent être classées en trois catégories :
- les conversions : opérations visant à établir convertir dans la devise de présentation des états financiers  les comptes de sociétés du périmètre qui sont tenus dans une devise différente ;
- les retraitements : opérations visant à rendre les évaluations homogènes ;
- les ajustements : opérations visant à rendre les comptes et opérations intragroupe réciproques ;
- les éliminations : opérations visant à supprimer les doubles emplois ou éliminer les titres.

Les conversions sont effectuées comme suit
- Les comptes du compte de résultat sont convertis au cours moyen de la période,
- Les comptes de bilan sont convertis au cours à la date de clôture des états financiers, sauf pour les comptes de capitaux propres qui sont convertis aux taux historiques.

Les retraitements
Les retraitements peuvent eux-mêmes être classés en plusieurs catégories :
- les écritures d'harmonisation : dès que les hétérogénéités d'évaluation sont significatives, un retraitement est pratiqué ;
- les écritures résultant de la législation fiscale : provisions règlementées ou suppression des subventions des capitaux propres ;
- les écritures de traitement d'impôt différé ;
- les écritures de retraitement des actifs et passifs à juste valeur ;
- les écritures de retraitement liés aux méthodes d'évaluation préférentielles : contrats de location-financement, provisions pour indemnités de fin de carrière, neutralisation des écarts de conversion actif et passifs, étalement des frais d'emprunts, méthode de l'avancement pour les travaux en cours.

Les ajustements
Ces opérations visent à reconstituer la réciprocité des comptes intragroupe au bilan et des opérations intragroupe pour les charges et les produits. Ces opérations peuvent avoir des effets sur les résultats : corrections comptables ou décalage d'opérations, différences de change. Lorsqu'elles n'ont pas d'effet sur les résultats : ce sont des opérations de reclassements.
Les éliminations
les opérations d'éliminations peuvent être résumées par les catégories suivantes :
- les éliminations des comptes et opérations réciproques sans effet sur les résultats ;
- les éliminations des résultats internes : marge en stocks, cession interne d'actif ;
- les éliminations des provisions relatives aux entreprises consolidées ;
- les éliminations des titres.

À titre d'exemple, l'élimination des profits dans les stocks consiste à annuler dans les comptes consolidés d'un groupe la marge intercompagnies réalisée pour les ventes d'une société A à une société B. Ainsi, si une entreprise A vend des produits finis à sa filiale B pour un montant égal à 40, en réalisant une marge de 10, la valeur du stock dans les comptes de la société B est égale à 40, mais elle est seulement de 30 dans les comptes consolidés du groupe, car la marge est éliminée.[réf. nécessaire]

### États de synthèse
Le groupe établit le bilan consolidé, le compte de résultat consolidé et l'annexe des comptes consolidés. Selon le règlement français ANC 2020-01, l'annexe comprend notamment un tableau de variation des capitaux propres et un tableau des flux de trésorerie. Selon les normes IFRS, ces deux tableaux constituent des états distincts de l'annexe. Le rapport de gestion du groupe expose la situation de l’ensemble consolidé. Les comptes consolidés doivent être réguliers et sincères et donner une image fidèle du patrimoine, de la situation financière de l’ensemble des sociétés appartenant au périmètre de consolidation. L’objectif du bilan, du compte de résultat consolidés, de l'annexe, du tableau de variation des capitaux propres, du tableau des flux de trésorerie et du rapport de gestion est de communiquer aux partenaires une information économique et financière sur le groupe. L’interprétation des différents documents comptables consolidés doit tenir compte des caractéristiques propres aux groupes.

### Les autres règles liées aux comptes consolidés
En plus des documents liés aux comptes annuels consolidés, il convient d’établir un rapport de gestion consolidé.
Les comptes consolidés doivent être communiqués aux associés ou actionnaires, approuvés par l’assemblée générale annuelle et déposés chaque année au greffe du tribunal de commerce compétent.
Enfin, les sociétés qui établissent des comptes consolidés ont l’obligation de nommer 2 commissaires aux comptes.